# Brixton Deverill
Brixton Deverill – wieś w Anglii, w hrabstwie Wiltshire, położona nad rzeką Wylye. Leży 30 km na zachód od miasta Salisbury i 150 km na zachód od Londynu. W 2001 miejscowość liczyła 90 mieszkańców.